# سوسن سرخ
سوسن سرخ (نام علمی: Lilium martagon) لیلیوم مارتاگون، سوسن مارتاگون یا سوسن کلاه‌تُرک، گونه‌ای از سوسن اوراسیا است. این منطقه بومی گسترده‌ای دارد که از شرق پرتغال تا اروپا و آسیا تا شرق مغولستان امتداد دارد..